# فيرا جونسون (مغنية)
فيرا جونسون هي مغنية كندية، ولدت في 1920، وتوفيت في 9 نوفمبر 2007.